# KNode
KNode は KDE における自由ソフトウェアのニュースクライアントである。
複数の NNTP サーバ、メッセージスレッド、スコア付け、X-Face ヘッダ（購読と投稿）と国際文字セットをサポートする。Kontact のデフォルトのニュースリーダーとしても動作する。
kdepim モジュール内でメンテナンスされている。